# Nazionale maschile di pallacanestro dell'Angola
La nazionale di pallacanestro Angolana rappresenta l'Angola nelle manifestazioni internazionali di pallacanestro ed è controllata dalla Federazione Angolana di basket. L'Angola è membro della FIBA dal 1979 ed è una delle migliori nazionali africane.

## Competizioni internazionali
Ha partecipato a diverse manifestazioni internazionali, dall'edizione di Barcellona 1992 è quasi una presenza fissa alle Olimpiadi, ha partecipato a sei edizioni dei mondiali e delle ultime tredici edizioni dei Campionati africani maschili di pallacanestro ne ha vinte undici, compresa quella giocata in casa nel 2007.
Risultati importanti sono arrivati anche nelle competizioni internazionali minori, quali ad esempio i Giochi della Lusofonia, dove la compagine africana è salita sul podio in tutte le edizioni sinora disputatesi.

## Piazzamenti

### Olimpiadi
- 1992 - 10°
- 1996 - 11°
- 2000 - 12°
- 2004 - 12°
- 2008 - 12°

### Campionati del mondo
- 1986 - 13°
- 1990 - 13°
- 1994 - 16°
- 2002 - 11°
- 2006 - 10°

- 2010 - 15°
- 2014 - 17°
- 2019 - 27°

### Campionati africani
- 1980 - 7°
- 1981 - 8°
- 1983 -  2°
- 1985 -  2°
- 1987 -  3°

- 1989 -  1°
- 1992 -  1°
- 1993 -  1°
- 1995 -  1°
- 1997 -  3°

- 1999 -  1°
- 2001 -  1°
- 2003 -  1°
- 2005 -  1°
- 2007 -  1°

- 2009 -  1°
- 2011 -  2°
- 2013 -  1°
- 2015 -  2°
- 2017 - 7°

- 2021 - 5°

### AfroCan
- 2019 -  3°

### Giochi della Lusofonia
- 2006 -  2°
- 2009 -  1°
- 2014 -  2°

## Formazioni

### Olimpiadi
Pallacanestro ai Giochi della XXV Olimpiade - Torneo maschile4 Romano, 5 Moreira, 6 Â. Victoriano, 7 Ucuahamba, 8 Coimbra, 9 Sousa, 10 Carvalho, 11 Sardinha, 12 Dias, 13 Macedo, 14 Guimarães, 15 Conceição,        All. Victorino Cunha
Pallacanestro ai Giochi della XXVI Olimpiade - Torneo maschile4 E. Victoriano, 5 Moreira, 6 Â. Victoriano, 7 Ucuahamba, 8 Trosso, 9 Carvalho, 10 Coimbra, 11 J. Victoriano, 12 Dias, 13 Romano, 14 Guimarães,        All. Vladimiro Romero
Pallacanestro ai Giochi della XXVII Olimpiade - Torneo maschile4 Muzadi, 5 Moreira, 6 Â. Victoriano, 7 Domingos, 8 E. Victoriano, 9 Carvalho, 10 Coimbra, 11 Chipongue, 12 Dias, 13 Almeida, 14 Lutonda, 15 Katiavala,        All. Mário Palma
Pallacanestro ai Giochi della XXVIII Olimpiade - Torneo maschile4 Cipriano, 5 Costa, 6 Â. Victoriano, 7 Monteiro, 8 E. Victoriano, 9 Carvalho, 10 Gomes, 11 Muzadi, 12 Moussa, 13 Almeida, 14 Lutonda, 15 Mingas,        All. Mário Palma
Pallacanestro ai Giochi della XXIX Olimpiade - Torneo maschile4 Cipriano, 5 A. Costa, 6 Morais, 7 Barros, 8 L. Costa, 9 Jerónimo, 10 Gomes, 11 Ambrósio, 12 Moussa, 13 Almeida, 14 Paulo, 15 Mingas,        All. Alberto de Carvalho

### Campionati del mondo
Campionato mondiale maschile di pallacanestro 19864 Campos, 5 Moreira, 6 Dias, 7 Macedo, 8 Barros, 9 Sousa, 10 Assis, 11 Cungulo, 12 Baião, 13 G. Conceição, 14 Guimarães, 15 J. Conceição,        All. Victorino Cunha
Campionato mondiale maschile di pallacanestro 19904 Alfredo, 5 Moreira, 6 Victoriano, 7 Carvalho, 8 Barros, 9 Sousa, 10 Coimbra, 11 Sardinha, 12 Dias, 13 Macedo, 14 Guimarães, 15 Conceição,        All. Victorino Cunha
Campionato mondiale maschile di pallacanestro 19944 Trosso, 5 Moreira, 6 Alfredo, 7 Domingos, 8 Romano, 9 Carvalho, 10 Coimbra, 11 Victoriano, 12 Dias, 13 Macedo, 14 Ucuahamba, 15 Conceição,        All. Victorino Cunha
Campionato mondiale maschile di pallacanestro 20024 Muzadi, 5 Costa, 6 Â. Victoriano, 7 Monteiro, 8 E. Victoriano, 9 Carvalho, 10 Gomes, 11 Chipongue, 12 Silva, 13 Almeida, 14 Lutonda, 15 Mingas,        All. Mário Palma
Campionato mondiale maschile di pallacanestro 20064 Cipriano, 5 A. Costa, 6 Morais, 7 Barros, 8 L. Costa, 9 Carvalho, 10 Gomes, 11 Neto, 12 Moussa, 13 Almeida, 14 Lutonda, 15 Mingas,        All. Alberto de Carvalho
Campionato mondiale maschile di pallacanestro 20104 Cipriano, 5 Fortes, 6 Morais, 7 Bonifácio, 8 Paulo, 9 Jerónimo, 10 Gomes, 11 Mbunga, 12 Ambrósio, 13 Almeida, 14 Lutonda, 15 Mingas,        All. Luís Magalhães
Campionato mondiale maschile di pallacanestro 20144 Cipriano, 5 Costa, 6 Fortes, 7 Ndoniema, 8 Santos, 9 Joaquim, 10 Gomes, 11 Moore, 12 Moreira, 13 Manuel, 14 Barros, 15 Mingas,        All. Paulo Macedo
Campionato mondiale maschile di pallacanestro 20191 Domingos, 2 Moreira, 3 Gonçalves, 4 Cipriano, 6 Morais, 9 Paulo, 10 António, 15 Mingas, 16 Mbunga, 23 Moore, 32 Joaquim, 37 Conceição,        All. Will Voigt
Campionato mondiale maschile di pallacanestro 20230 Francisco, 1 Domingos, 2 Maconda, 3 Lukeni, 5 Dundão, 8 Jilson, 9 Leonel, 10 Monteiro, 13 J. Fernandes, 20 Fernando, 22 de Sousa, 34 Kokila,        All. Josep Clarós

### Campionati africani
Campionato africano maschile di pallacanestro 19894 Trosso, 5 Moreira, 6 Victoriano, 7 Ucuahamba, 8 Coimbra, 9 Sousa, 10 Assis, 11 Cristo, 12 Dias, 13 Macedo, 14 Guimarães, 15 Conceição,        All. Victorino Cunha
Campionato africano maschile di pallacanestro 19924 António, 5 Moreira, 6 Victoriano, 7 Ucuahamba, 8 Trosso, 9 Sousa, 10 Coimbra, 11 Sardinha, 12 Dias, 13 Macedo, 14 Guimarães, 15 Conceição,        All. Victorino Cunha
Campionato africano maschile di pallacanestro 19934 Romano, 5 Moreira, 6 Â. Victoriano, 7 Ucuahamba, 8 Trosso, 9 Carvalho, 10 Coimbra, 11 Sardinha, 12 Dias, 13 Macedo, 14 Lemos, 15 Conceição,        All. Victorino Cunha
Campionato africano maschile di pallacanestro 19954 António, 5 Moreira, 6 Â. Victoriano, 7 Ucuahamba, 8 E. Victoriano, 9 Carvalho, 10 Coimbra, 11 Sardinha, 12 Dias, 13 J. Victoriano, 14 Guimarães, 15 Conceição,        All. Vladimiro Romero
Campionato africano maschile di pallacanestro 19974 E. Victoriano, 5 Moreira, 6 Â. Victoriano, 7 Ucuahamba, 8 Trosso, 9 Carvalho, 10 Domingos, 11 J. Victoriano, 12 Dias, 13 Silva, 14 Lutonda, 15 Conceição,        All. Vladimiro Romero
Campionato africano maschile di pallacanestro 19994 J. Victoriano, 5 Moreira, 6 Â. Victoriano, 7 Swingue, 8 E. Victoriano, 9 Carvalho, 10 Coimbra, 11 Gomes, 12 Dias, 13 Almeida, 14 Lutonda, 15 Conceição,        All. Mário Palma
Campionato africano maschile di pallacanestro 20014 Muzadi, 5 Costa, 6 Â. Victoriano, 7 Monteiro, 8 E. Victoriano, 9 Katiavala, 10 Nascimento, 11 Chipongue, 12 Dias, 13 Almeida, 14 Lutonda, 15 Conceição,        All. Mário Palma
Campionato africano maschile di pallacanestro 20034 Silva, 5 Costa, 6 Â. Victoriano, 7 Monteiro, 8 E. Victoriano, 9 Carvalho, 10 Gomes, 11 Muzadi, 12 Moussa, 13 Almeida, 14 Lutonda, 15 Conceição,        All. Mário Palma
Campionato africano maschile di pallacanestro 20054 Cipriano, 5 Costa, 6 Victoriano, 7 Monteiro, 8 Jerónimo, 9 Morais, 10 Gomes, 11 Muzadi, 12 Moussa, 13 Almeida, 14 Lutonda, 15 Mingas,        All. Mário Palma
Campionato africano maschile di pallacanestro 20074 Cipriano, 5 A. Costa, 6 Morais, 7 Barros, 8 L. Costa, 9 V. Carvalho, 10 Gomes, 11 Muzadi, 12 Ambrósio, 13 Almeida, 14 Lutonda, 15 Mingas,        All. Alberto de Carvalho
Campionato africano maschile di pallacanestro 20094 Cipriano, 5 A. Costa, 6 Morais, 7 Bonifácio, 8 L. Costa, 9 Paulo, 10 Gomes, 11 Quimbamba, 12 Ambrósio, 13 Almeida, 14 Abraão, 15 Mingas,        All. Luís Magalhães
Campionato africano maschile di pallacanestro 20114 Joaquim, 5 Costa, 6 Morais, 7 Bonifácio, 8 Santos, 9 Paulo, 10 Gomes, 11 Kiala, 12 Ambrósio, 13 Tati, 14 Barros, 15 Mingas,        All. Jaime Covilhã, Michel Gomez
Campionato africano maschile di pallacanestro 20134 Cipriano, 5 Costa, 6 Morais, 7 Joaquim, 8 Santos, 9 Paulo, 10 Gomes, 11 Moore, 12 Ambrósio, 13 Almeida, 14 Barros, 15 Mingas,        All. Paulo Macedo
Campionato africano maschile di pallacanestro 20154 Ndoniema, 5 Costa, 6 C. Morais, 7 Fortes, 8 Santos, 9 Paulo, 10 Joaquim, 11 Moore, 12 Ambrósio, 13 Moreira, 14 B. Morais, 15 Mingas,        All. Moncho López
Campionato africano maschile di pallacanestro 20172 Moreira, 3 Gonçalves, 4 Cipriano, 5 Costa, 6 Morais, 7 Fortes, 9 Paulo, 12 Ambrósio, 15 Mingas, 22 de Sousa, 23 Moore, 37 Conceição,        All. Manuel da Silva
Campionato africano maschile di pallacanestro 20213 Gonçalves, 5 Dundão, 6 Morais, 7 Pedro, 8 Jilson, 9 Paulo, 11 Dó, 13 Gakou, 14 Ndoniema, 15 Mingas, 16 Santos, 19 Buiamba,        All. Josep Clarós
Campionato africano maschile di pallacanestro 20250 Francisco, 1 Miguel, 3 Gonçalves, 5 Dundão, 13 Fernandes, 15 Gakou, 22 de Sousa, 24 Fernando, 34 Kokila, 44 Jilson, 47 Valente, 66 Macachi,        All. Josep Clarós

### AfroCan
FIBA AfroCan 20192 Ricardo, 4 Ndoniema, 5 Dundão, 6 Rogerio, 7 Ndjungu, 9 Buiamba, 10 Jilson, 11 Fonseca, 13 Cabral, 16 Santos, 22 Jungo, 23 Cabita,        All. Paulo Macedo
FIBA AfroCan 20232 Sebastiao, 7 Albino, 8 Domingos, 11 Kibinga, 13 Macachi, 15 Luzolo, 16 Cassav, 19 Manuel, 24 Buiamba, 37 Cisse, 40 Maconda, 47 Andrade,        All. Aníbal Moreira

## Nazionali giovanili
- Nazionale Under-18
- Nazionale Under-16